# Diopsis apicalis
Diopsis apicalis är en tvåvingeart som beskrevs av Johan Wilhelm Dalman 1817. Diopsis apicalis ingår i släktet Diopsis och familjen Diopsidae. Inga underarter finns listade i Catalogue of Life.